# Duel d'espions
Pour plus de détails, voir Fiche technique et Distribution.
Duel d'espions (titre original : The Scarlet Coat)  est un film d'espionnage américain réalisé par John Sturges, sorti en 1955.

## Synopsis
En 1780, durant la guerre d'indépendance des futurs États-Unis, le major John Bolton, de l'armée continentale, est chargé de démasquer le traître, opérant au sein de ladite armée, qui renseigne les Anglais sous le pseudonyme de « Gustavus ». Bolton, se faisant passer pour un déserteur désormais au service de l'armée britannique, rencontre le docteur Jonathan Odell (un intermédiaire de Gustavus), l'énigmatique Sally Cameron, ainsi que le major anglais John André.

## Fiche technique
- Titre : Duel d'espions
- Titre original : The Scarlet Coat
- Réalisation : John Sturges
- Scénario : Karl Tunberg, d'après des événements historiques
- Photographie : Paul Vogel
- Montage : Ben Lewis
- Musique : Conrad Salinger
- Direction artistique : Cedric Gibbons et Merril Pye
- Décors : Edwin B. Willis et Richard Pefferle
- Costumes : Walter Plunkett
- Producteur : Nicholas Nayfack
- Société de production : Metro-Goldwyn-Mayer
- Pays de production :  États-Unis
- Langue : Anglais
- Format : Couleur (Eastmancolor) — 35 mm — 2,55:1 (CinemaScope) — Son : Mono (Western Electric Sound System) + Stéréo (4-Track Stereo)
- Genre : Film dramatique, Film d'aventure, Film de guerre, Film historique
- Durée : 101 minutes
- Dates de sortie : 
  - États-Unis : 29 juillet 1955
  - Allemagne de l'Ouest : 15 mars 1956
  - France : 4 décembre 1957

## Distribution
- Cornel Wilde : le major John Bolton
- Michael Wilding : le major John André
- George Sanders : le docteur Jonathan Odell
- Anne Francis : Sally Cameron
- Robert Douglas : le général Benedict Arnold
- John McIntire : le major-général Robert Howe
- Rhys Williams : Peter
- John Dehner : le major-général Nathanael Greene
- James Westerfield : le colonel John Jameson
- Ashley Cowan : M. Brown
- Paul Cavanagh : le général Sir Henry Clinton
- John Alderson : M. Durkin
- John O'Malley : le colonel Winfield
- Bobby Driscoll : Ben Potter

Acteurs non crédités
- Jim Hayward : Joshua Smith
- Richard Simmons : Un sergent avec le signaleur
- Gilchrist Stuart : un officier